# Philippe Gaubert
Philippe Gaubert (Cahors, 5 luglio 1879 – Parigi, 8 luglio 1941) è stato un flautista, direttore d'orchestra e compositore francese in particolare di opere per il flauto.

## Biografia
Gaubert nacque a Cahors. Diventò uno dei più importanti musicisti francesi tra le due guerre mondiali. Dopo una carriera di spicco come flautista con l'Opéra di Parigi, fu nominato nel 1919, all'età di quarant'anni, in tre posizioni che lo collocarono al centro della vita musicale francese:
- Professore di flauto nel Conservatoire de Paris (dove fu insegnante di Marcel Moyse),
- Direttore principale dell'Opéra
- Direttore principale dell'Orchestre de la Société des Concerts du Conservatoire.

Nel 1907 partecipò alla prima esecuzione di Introduzione e allegro per arpa, flauto, clarinetto e quartetto d'archi di Maurice Ravel. Tra le sue incisioni come direttore d'orchestra, quella che realizzò della Sinfonia in re minore di César Franck (con l'orchestra del Conservatorio) è particolarmente notevole.
Le composizioni di Gaubert non sono particolarmente innovative, ma il suo lavoro ha beneficiato degli esempi di Franck, Ravel e Debussy. Naïla, la sua opera in tre atti, fu presentata per la prima volta al Palais Garnier il 7 aprile 1927. Scrisse anche quattro balletti tre dei quali furono presentati in anteprima proprio all'Opéra; da ricordare Le chevalier et la demoiselle coreografato da Serge Lifar nel 1941.

## Morte
Nel 1941 Gaubert morì di ictus a Parigi.

## Eredità
- Il giornalista Jean Bouzerand, amico di Gaubert, convinse la città di Cahors a creare un giardino pubblico in onore di Gaubert vicino al fiume Lot alla fine degli anni '30.
- Quando Gaubert era ancora vivo, Albert Roussel gli dedicò il movimento "Monsieur de la Péjaudie" nel suo brano Joueurs de flûte (flauto e pianoforte, Op. 27]).

## Onorificenze
Il governo francese nominò Gaubert Chevalier de la Legion d'honneur nel 1921.

## Opere parziali

### Camera
- 3 Aquarelles per flauto, violoncello e pianoforte
- Ballade per flauto e pianoforte
- Ballade per viola e pianoforte (1938)
- Berceuse per flauto e pianoforte
- Cantabile et Scherzetto per cornetta e pianoforte (1909)
- Divertissement Grec per 2 flauti e arpa
- 2 Esquisses per flauto e pianoforte
- Fantaisie per clarinetto & pianoforte
- Fantaisie per flauto e pianoforte
- Gavotte en rondeau (da Les ballets du roi di Lully) per flauto e pianoforte
- Madrigal per flauto e pianoforte
- Morceau Symphonique per trombone e pianoforte
- Médailles antiques per flauto, violino e pianoforte
- Nocturne et Allegro Scherzando per flauto e pianoforte
- Pièce Romantique per flauto, violoncello, e pianoforte
- Romance per flauto e pianoforte (1905)
- Romance per flauto e pianoforte (1908)
- Sicilienne per flauto e pianoforte
- Prima sonata per flauto e pianoforte
- Seconda sonata per flauto e pianoforte
- Terza sonata per flauto e pianoforte
- Sonatine per flauto e pianoforte
- Suite per flauto e pianoforte
- Sur l'eau per flauto e pianoforte
- Tarantelle per flauto, oboe e pianoforte

### Voce
- Soir païen, per voce, flauto e pianoforte
- Vocalise en forme de Barcarolle, per voce e pianoforte